# Mr. P!nk
Mr. P!nk, auch Andrew Lias (* 24. Januar 1980 in Dompe, Sri Lanka; bürgerlich Andreas Hohl) ist ein sri-lankisch-schweizerischer House-DJ und Produzent.

## Leben
Andreas Hohl kam im Alter von wenigen Wochen in die Schweiz, weil er von einem Schweizer Ehepaar adoptiert wurde. Nach dem Besuch der Grundschule absolvierte er eine Lehre als Koch, richtete sich jedoch später im kaufmännischen Bereich beruflich neu aus. Parallel dazu legte er bei verschiedenen Partys auf. In seinen Anfangszeiten begleitete er DJ Tatana bei ihren Auftritten.
Seit 2006 konzentriert sich Hohl ausschliesslich auf House und produzierte seither mehrere Mixes, die in die Top-10 der Schweizer Kompilation-Charts gelangten. Die im Frühjahr 2008 veröffentlichte Kompilation Kingshouse Vol. 11 erreichte auf Anhieb Platz 1. Anfang 2010 brachte er sein Debütalbum Bollywood heraus und erreichte damit die Schweizer Album-Charts.

## Diskografie

### Singles
- 2009: What Is Love (mit Raina June)
- 2009: Don’t Give It Up (mit Gomes)
- 2009: Saltwater
- 2010: Siamo Soli (mit Piero Esteriore)
- 2010: Volomei (mit Plashir)
- 2010: Final Countdown
- 2010: Can You Feel It
- 2010: Onyva
- 2010: Indian Sea Breeze
- 2010: I Like (feat. Keri Hilson)
- 2010: Celebrate the Love (feat. Jasmin)
- 2012: You Make Me Crazy
- 2013: Keisha (feat. Franques)
- 2013: Can’t Stop the Feeling (feat. Franques)
- 2013: Everybody (feat. Franques)
- 2014: Club Bizarre (mit Crew 7 feat. Paloma)
- 2015: You Make Me Rock (feat. Moira Musio)

### Remixe
- 2008: DJ Tatana – Words
- 2009: DJ Remady – No Superstar
- 2009: Christopher S. feat. Antonella Rocco – The Rhythm of the Night